# Serious Sam
Serious Sam je naziv za seriju FPS igara (s opcijama pucačine iz trećega lica) koju je stvorio hrvatski razvojni tim Croteam. Izvorno izdan samo za računalno tržište, Serious Samova uspinjajuća popularnost je ishodila izdavanjem serija za brojne platforme koje među ostalima uključuju Xbox, GameCube, PlayStation 2 i Xbox Live Arcade.
Serije igara prate pustolovine glavnog lika Sama "Serious" Stonea i njegovu borbu protiv sila ozloglašenog izvanzemaljskoga vrhovnika Mentala koji želi uništiti čovječanstvo. Glas glavnome liku, Samu, posuđuje John J. Dick.
Igra koristi, za nju posebno napravljen, grafički engine koji se zove "Serious Engine".
Igra se može kupiti preko gadgeta Steam.

## Serija igara
"Serious Sam" se, kao serija igara, sastoji od sljedećih igara:
- 2001. - Serious Sam: The First Encounter
- 2002. - Serious Sam: The Second Encounter
- 2002. - Serious Sam (za Xbox)
- 2004. - Serious Sam: Gold Edition
- 2004. - Serious Sam: Next Encounter (za Nintendo GameCube i Sony Playstation 2)
- 2004. - Serious Sam Advance (za Game Boy Advance)
- 2005. - Serious Sam 2 (za računala (s operacijskim sustavima Linux i Windows) i Xbox)
- 2009. - Serious Sam HD: The First Encounter (poboljšana grafika "Serious Sam: TFE-a")
- 2010. - Serious Sam HD: The Second Encounter (poboljšana grafika "Serious Sam: TSE-a")
- 2011. - Serious Sam HD: Legend of the Beast (DLC)
- 2011. - Serious Sam 3: BFE
- 2012. - Serious Sam 3: Jewel of the Nile (DLC)
- 2020. - Serious Sam 4: Planet Badass
- 2022. - Serious Sam: Siberian Mayhem

## Igra
Igrivosti u serijama se mogu vidjeti kao retrospektiva ranijim FPS-ima. Izdan tijekom vremena kada su pucačine postajale sve realnijima i više su se bavile "autentičnostima", Serious Sam je ponudio tradicionalno pucanje u stilu Quakea.
Međutim, mnogo suvremenija tehnologija je u to vrijeme dopuštala novitete za tu klasičnu formulu. Zatvoreniji hodnici su većinom zamijenjeni otvorenim prostorima, mala skupina neprijatelja je zamijenjena desetinama koje napadaju u bilo koje određeno vrijeme, i tu je mnogo skrivenih mjesta i blaga koja se mogu pronaći, često u tamnim i teško primjetljivim mjestima. Borba čini većinu igara, no jedina Samova pomoć je NETRICSA (NEuro-TRonically Implanted Combat Situation Analyser ili "Neuro-Troničko Ugrađeni Analizator Situacije Borbe"), je napredno računalo s umjetnom inteligencijom koje je Samu ugrađeno u mozak kirurškim putem. NETRICSA serveri su strateški vodič kroz igru tako što razvrstava neprijatelje i oružja na koje je igrač naišao te istovremeno pruža sažetosti o pozadini priče i savjetima o napredovanju kroz igru. Ima oružja i obilje streljiva, i za većinu njih nije potrebno punjenje. Izgled neprijatelja je ćudljiv i često uzima nadahnuće iz mitologije i fantazije i uključuje bilo što od letećih harpija, do divovskih dvonožnih kibernetskih čudovišta sve do bezglavih bombaša-samoubojica.
"Serious Sam" ima mogućnost suradničkog igranja (cooperative gameplay), nešto neuobičajeno za vidjeti u suvremenim računalnim FPS-ima. Osim mrežne/online igre, "Serious Sam" također omogućuje akciju na podijeljenom ekranu koja podržava do 4 igrača i to je danas vrlo rijetka značajka za multiplayer igranje na računalima, iako je ona najčešća u igračim konzolama.

## Humor
Serija "Serious Sam" igara je većinom poznata po svojemu humoru koji se očituje u eksplicitnim šalama od samoga Sama, kao i besmislenom izgledu okružja i likova. Mnogi izgledi neprijatelja, poput bezglavog bombaša-samoubojice (koji se, protivno svim zakonima logike, galami dok trči prema Samu), u određenome značajno odstupaju od stvarnosti ili čak obične fantazije.
Nešto od humora također proizlazi iz skrivenih mjesta u razinama ("skriveno gay vjenčanje", "secret CROcodile", ...), vidljiva mjesta ("CROllywood") ili iz raznih naziva mjesta (Kukulele prison, Krwawice, ...), neprijatelja (Zumb-ul from planet Ras-ad-nyk) i slično.
Neki nazivi, teksture i objekti su povezani s članovima Croteama i Hrvatskom.
Osim toga, tu se također pojavljuje stvorenje Gnaar koje se može vidjeti u nekoliko video scena (samo u Serious Samu 2; u ranijim nastavcima jedno je od najčešćih neprijatelja). Mnoštvo šala razbijaju četvrti zid. Na primjer, Sam ponekad ismijava ostale akcijske junake sebe proglašavajući najboljim, ili se prikazuju setovi akcijskih scena iz ranijih serija igara.
Tu je također i slučajni humor koji se može naći u samim dizajnima razina sa sobama s neobjašnjivo čudnom fizikom i deformiranom gravitacijom ili u neprijateljima koji se odmah pojavljuju ("spawnaju") bez upozorenja iza ili ispred Sama.

## Grafički engine
Serious Engine je kao stvoren za vrlo velike udaljenosti pogleda i veliki broj modela. Za razliku od većine enginea za FPS igre, kojima je udaljenost modela koji se prikazuju mala i samo nekoliko ih je animirano (npr. neprijatelji), ovaj engine je vrlo djelotvoran i podržava desetke animiranih modela čak i na skromnim konfiguracijama računala, te nadmašuje sposobnosti popularnih Quake, Unreal i Half-life enginea. Podržava DirectX i OpenGL, a optimiziran je za DirectX 7.
"Serious Engine" je dostupan pod licencom Croteam-a

## Beta
Serious Sam je imao svoj beta dio razvitka, koji, na žalost, nije nikad bio izdan u javnost. Ali, preuzeti se može jedan od tih ranijih dijelova "Test 1" i "Test 2".
Po gledanju ostavljenih datoteka, Serious Sam je trebao bit puno veća igra nego što je ispao. Naime, sve je bilo u jednoj igri i bilo je puno različitih razina, svjetova, ali čak i oružja. Na primjer, od oružja je bio, na forumima popularan, takozvani "Ghostbuster" koji je navodno iz kodova trebao pucati jednu dugu liniju elektriciteta. Koristio je "Cell" metke. Serious Sam je izgledao nabildanije, no kockasto i ružno. "Gnaar" neprijatelj je trebao biti crven i pucati nekakvu zelenu ljigu.
Ali, i prije toga, Serious Sam se trebao zvati "In the Flesh", koji je imao drugačiji engine "S-Cape 3D". Imao je jako puno izmjena nego kako izgleda sad.

## Izdane verzije
Za najnovije vijesti pogledati na Seriouszone, igrin službeni forum  Arhivirana inačica izvorne stranice od 3. travnja 2012. (Wayback Machine)
Dosad su od Croteam-a izdani Serious Sam I, Serious Sam II, Serious Sam HD i Serious Sam 3: BFE i DLC-i.
Od drugih kreatora i fanova: Serious Sam: Next Encounter, Serious Sam HD: Next Encounter, Serious Sam: The Greek Encounter, Serious Sam: Revolution
A Serious Sam je dobio i indie nastavke: Serious Sam: Kamikaze Attack! (za Android i Apple iOS sustave), Serious Sam: The Random Encounter

## Vanjske poveznice
- Službena stranica Croteam-a (engl.)
- SeriousEngine.com (engl.) – wiki-site o Serious Engine-u